# Saint-Pathus
Saint-Pathus är en kommun i departementet Seine-et-Marne i regionen Île-de-France i norra Frankrike. Kommunen ligger i kantonen Dammartin-en-Goële som tillhör arrondissementet Meaux. År 2022 hade Saint-Pathus 6 478 invånare.

## Befolkningsutveckling
Antalet invånare i kommunen Saint-Pathus
| Referens: INSEE |